# Flydende krystalskærm
LCD (eng. Liquid Crystal Display), også omtalt som en flydende krystalskærm eller LCD-skærm, er et tyndt, fladt display, som består af flydende krystaller. En LCD-skærm kan enten være inddelt i pixels, så den kan vise et vilkårligt billede indtil en vis opløsning, eller have et antal foruddefinerede figurer eller symboler, der kan tændes og slukkes individuelt. Der er to udprægede fordele ved LCD frem for andre former for displays:
1. LCD bruger i sig selv ekstremt lidt elektricitet, og bruges derfor ofte i elektronisk udstyr der drives af batterier. Moderne elektroniske armbåndsure, der fungerer uafbrudt i årevis på et enkelt lille batteri af knapcelle-typen, illustrerer det lave energiforbrug ganske godt.
2. LCD-paneler er ganske tynde, ned til et par millimeter: Mens man tidligere brugte billedrør i fjernsyn, har bl.a. LCD-teknikken muliggjort fladskærms-tv. I bærbare computere, hvor der skal spares på plads og vægt, fortrængte LCD-skærme billedrørene midt i 1980'erne.

## Med eller uden lys
Modsat de fleste andre display-teknikker udsender LCD ikke i sig selv noget lys – de virker tværtimod ved at blokere for lys "på kommando". Derfor kræves der under alle omstændigheder lys for at kunne se hvad et LCD viser, og man skelner her mellem to hovedgrupper af LCD'er:
- Et reflektivt LCD har et reflekterende lag som tilbagekaster det lys der falder på displayet: For at kunne se hvad displayet viser, skal der altså være en ekstern lyskilde i nærheden.
- Et transflektivt LCD har sin egen lyskilde i stedet for det reflekterende lag. Sådan en lyskilde bruger adskillige gange mere energi end selve LCD'et, men stadig langt mindre end billedrøret.

## Sådan virker LCD
LCD-teknikken virker ved hjælp af optisk polarisering: Svingningerne i lysbølger kan, populært sagt, "stå lodret", "ligge vandret", eller svinge i en skrå retning – indenfor optikken taler man om lodret og vandret polariseret lys.
Man kan lave filtre der dæmper den del af lyset hvis svingninger ikke ligger i en bestemt retning der "dikteres" af filteret, og denne type filter er der to af i et LCD; nr. 1 og nr. 5 på illustrationen til højre.
Imellem filtrene findes nogle glasplader forsynet med gennemsigtige elektroder af stoffet indiumtinoxid, som står i direkte forbindelse med et lag af cyanobifenol; en flydende krystal som af sig selv danner krystalstrukturer. Elektroderne er forsynet med riller i samme retninger som polariseringsfiltrene, som de flydende krystaller orienterer sig langs. Da det ene polaroseringsfilter og rillerne i den ene elektrode står lodret, og det andet polarisationsfilter og rillemønster står vandret, ordner krystallerne sig i en spiralformet struktur, drejet en kvart omgang, mellem elektroderne.
Polariseringen i det lys der passerer de flydende krystaller følger krystallernes struktur: Den del af det indfaldende lys der er omtrent lodret polariseret, slipper igennem det forreste polariseringsfilter, og bliver af de flydende krystaller "drejet" en kvart omgang, så det nu vandret polariserede lys uhindret passerer det bageste polariseringsfilter. I et reflektivt display tilbagekastes lyset, og slipper på samme måde nemt tilbage gennem de flydende krystaller og begge polariseringsfiltre.
Der hvor der er elektroder på begge sider af krystal-laget kan man sætte en elektrisk spænding på og derved skabe et elektrisk felt: De flydende krystaller vil så arrangere sig parallelt med de elektriske feltlinier, men derved forsvinder deres evne til at dreje polariseringen af det lys der trænger igennem dem. Så længe der er spænding over en bestemt zone i displayet, kan lyset ikke slippe igennem begge filtrene, så her ser man en slags mørk "skygge" af samme facon som den elektrode der skabte den. Sådan et område kaldes for et segment.
Man kan variere styrken af det felt der styrer de flydende krystaller, og dermed skabe en mere eller mindre mørk "skyggevirkning", men teknikken kan ikke i sig selv vise farver. På farveskærme af LCD-typen har man derfor inddelt hver pixel i tre subpixels, og forsynet med hhv. røde, grønne og blå farvefiltre: Ved at bruge LCD-teknikken til at regulere hvor meget lys der slipper igennem hver af de tre farvefiltre kan man skabe tusinder eller millioner af nuancer.
Indenfor LCD teknologien findes der flere afarter af LCD paneltyper, hvor de mest anvendte og overordnede panelteknologier kaldes henholdsvis TN (Twisted Nematic), PVA (Pattern Vertical Allignment) og IPS (In Plane Switching). Hver LCD paneltype har fordele og ulemper.

## Passiv og aktiv matrix
I et LCD med relativt få segmenter, f.eks. dem der anvendes i ure og lommeregnere, har den ene elektrode for hvert enkelt segment sin egen tilledning: Når et eksternt elektronisk kredsløb sætter spænding til en bestemt tilledning på displayet, træder det tilsvarende segment frem som en sort skygge.
Men for en LCD-skærm af den type der er inddelt i tusindvis eller over en million pixels, er denne løsning ikke længere brugbar. Til at begynde med, udnyttede man den "træghed" der er i de flydende krystallers reaktion overfor det elektriske felt, til hele tiden at aktivere alle de pixels der skulle være sorte, på skift; dette kaldes for passiv matrix, og bruges på en del ældre, monokrome LCD-skærme.
Løsningen med den passive matrix har en grænse for hvor mange individuelle pixels der kan være på skærmen – for mange pixels giver for kort tid til at "genopfriske" hver enkelt pixel. Det går ud over kontrasten, samtidig med at skærmen bliver langsom til at reagere på ændringer i billedet. Moderne fladskærme til computere har i omegnen af en million pixels, som hver er inddelt i tre farvede subpixels, så her har man en dedikeret transistor til hver enkelt pixel: Med dette system, kaldet aktiv matrix, "genopfriskes" en hel linje af pixels samtidig.

## Eksterne links
- FlatpanelsDK – Nyheder, artikler og generel information om LCD teknologien Arkiveret 14. december 2020 hos  Wayback Machine